# Dolemite Is My Name
Dolemite Is My Name är en amerikansk biografisk komedifilm från 2019 i regi av Craig Brewer och skriven av Scott Alexander och Larry Karaszewski. I filmen spelar Eddie Murphy som filmskaparen Rudy Ray Moore, som är mest känd för sin karaktär Dolemite som han skildrar både i hans ståuppkomik och i flera blaxploitationfilmer. Filmen skildrar även produktionen av Rudys första film, Dolemite från 1975.
Filmen hade sin världspremiär på Toronto International Film Festival den 7 september 2019, och hade en begränsad biopremiär i USA den 4 oktober 2019. Filmen släpptes på Netflix den 25 oktober 2019. Filmen fick flera positiva recensioner av recensenter, som berömde Murphys skådespel och filmens manus, kostymer och humor. Den utvaldes både av National Board of Review och Time magazine som en av 2019 års tio bästa filmer. Inför Golden Globe-galan 2020 nominerades filmen för utmärkelserna Bästa film – musikal eller komedi och Bästa manliga huvudroll för Murphy.

## Rollista
- Eddie Murphy − Rudy Ray Moore[9]
- Da'Vine Joy Randolph − Lady Reed
- Keegan-Michael Key − Jerry Jones
- Mike Epps − Jimmy Lynch
- Craig Robinson − Ben Taylor
- Tituss Burgess − Theodore Toney
- Wesley Snipes − D'Urville Martin[10]
- Aleksandar Filimonović − Joseph Bihari
- Tip "T.I." Harris − Walter Crane
- Chris Rock − Bobby Vale
- Ron Cephas Jones − Ricco
- Luenell − Faster
- Gerald Downey − Bob Brooks
- Joshua Weinstein − John McCarthy
- Allen Rueckert − Allan Jon Fox
- Kodi Smit-McPhee − Nicholas Josef von Sternberg
- Tommie Earl Jenkins
- Snoop Dogg − Roj
- Bob Odenkirk − Lawrence Woolner
- Barry Shabaka Henley − Demond
- Tasha Smith − Jimmys fru
- Jill Savel − Vit skådespelerska

## Produktion
Eddie Murphy har sagt att en biografi av Rudy Ray Moore hade länge varit ett drömprojekt för honom. Murphy träffade manusförfattarna Scott Alexander och Larry Karaszewski år 2003 och de började utveckla projektet. Murphy ordnade ett möte med de två författarna och Moore, som berättade många av sina livshistorier före sin död år 2008.